# Trekvaart Haarlem-Leiden
Le Trekvaart Haarlem-Leiden, également appelé Leidsevaart, Leidse Trekvaart ou Haarlemmertrekvaart, est un canal néerlandais.
Hors service de navigation de nos jours, à cause du grand nombre de ponts fixes sur le trajet, ce canal de halage fut une liaison très importante entre Leyde et Haarlem. Les villes étaient reliés par des services de coches d'eau, à traction animale (chevaux), qui empruntaient ce canal.
Le canal s'étend sur environ 30 km. Il a une largeur qui varie entre 15 et 30 m et une profondeur d'environ un mètre et demi.

## Histoire

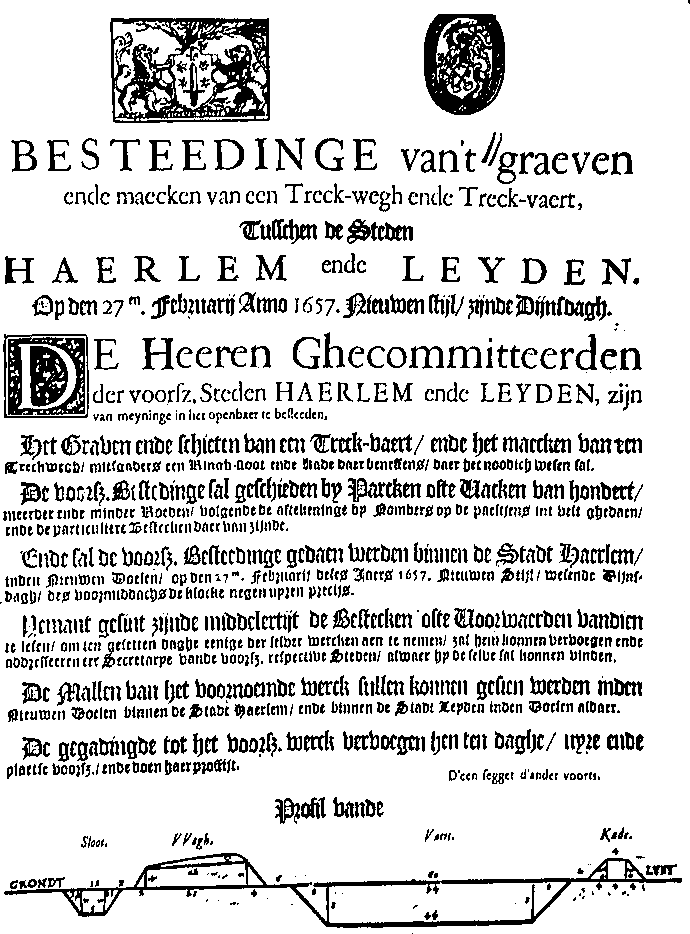
Document de mise en adjudication (26 février 1657)

Le canal a été creusé en 1657 et 1658 par des prisonniers. Sa construction a pris 18 mois. On a profité au maximum des cours d'eau existant, qui furent élargis afin de servir de tronçon du canal. Ainsi, la rivière de Mare, au nord de Leyde, fut intégrée dans ce canal.

## Source
- (nl) Cet article est partiellement ou en totalité issu de l’article de Wikipédia en néerlandais intitulé « Trekvaart Haarlem-Leiden » (voir la liste des auteurs).